# Souvenir de Paris
Pour plus de détails, voir Fiche technique et Distribution.
Souvenirs de Paris (ou Paris Express) est un film français réalisé par Pierre Prévert et Marcel Duhamel en 1928. Il s'agit d'un montage d'images de Paris, avec un hommage particulier aux Parisiennes.

## Synopsis
Ce film, constitué de rushes explore différents quartiers de Paris. De la Gare Saint-Lazare aux Abattoirs de la Villette, en passant par la rue de la Paix et les Grands Moulins de Pantin, le film privilégie le mouvement et la présence des femmes plutôt que les monuments emblématiques de la capitale.
La caméra suit une première jeune femme déambulant devant des vitrines, puis la quitte pour s'attarder sur une seconde, trottinant un peu plus loin. Celle-ci disparaît à son tour au coin d'une ruelle, laissant place à une nouvelle silhouette, et ainsi de suite.
Jacques Prévert explique son intention
« Pour moi, Paris, c'était d'abord les quartiers que je préférais, avec le moins possible de monuments, et le plus possible de femmes dans les rues de tous ces quartiers... »

## Fiche technique
- Titre : Souvenirs de Paris
- Réalisation : Pierre Prévert, Marcel Duhamel
- Supervision de la réalisation : Alberto Cavalcanti
- Scénario : Jacques Prévert, Pierre Prévert
- Auteur du commentaire : Jacques Prévert
- Production : Roebuck-Films
- Société de distribution : Studio-Films (Paris)
- Photographie : Man Ray, Jacques-André Boiffard, Marcel Grignon
- Cadreurs : Man Ray, Jacques-André Boiffard, Marcel Grignon
- Musique : Louis Bessières
- Montage : Pierre Prévert
- Pays d'origine :  France
- Année de sortie : 1928
- Durée : 39 minutes
- Genre : Documentaire
- Format : Noir et blanc, muet

## Distribution
- Jacques Prévert
- Gazelle Bessières
- Simone Chavance
- Marcel Duhamel
- Renée Jacobi
- Nadia Léger
- Kiki de Montparnasse
- Pierre Prévert
- Jeannette Tanguy

## Sortie et réception
Le film a eu une distribution limitée en 1928 et a notamment été projeté au Studio des Ursulines, une salle de cinéma d'avant-garde à Paris.
En 1959, les éléments du film seront intégrés au film Paris la Belle qui connaitra lui une ample distribution.